# 1909年香港
|        | 香港歷史 \| 香港歷史年表                                                                                                   |
| 世紀： | 19世紀香港 \| 20世紀香港 \| 21世紀香港                                                                                     |
| 年代： | 1870年代香港 \| 1880年代香港 \| 1890年代香港 \| 1900年代香港 \| 1910年代香港 \| 1920年代香港 \| 1930年代香港               |
| 年份： | 1905年香港 \| 1906年香港 \| 1907年香港 \| 1908年香港 \| 1909年香港 \| 1910年香港 \| 1911年香港 \| 1912年香港 \| 1913年香港 |
| 紀年： | 己酉年（鸡年）、香港開埠68周年                                                                                             |

## 大事記
- 香港海關的前身海關署設立，初屬進出口署。
- 香港金融漸趨穩固。
- 孔聖會創立。
- 土瓜灣發電廠開始興建。
- 余仁生中藥行在香港文咸東街設分店。
- 犯罪人數急增，重罪5,258人，輕罪2,957人[1]。
- 政府財政收入為682萬，支出654萬[1]。
- 總人口為43萬，外國人佔2萬[1]。

### 1月
- 汪精衛抵港，準備北上刺殺清廷重臣。
- 1月1日——成立籌建香港大學募捐委員會，港督盧吉任主席。
- 1月9日——中國天主教第5區第3屆教會會議在港舉行。

### 2月
- 2月27日——先施百貨公司在香港正式注冊為有限公司[2]:141。

### 3月
- 因應九廣鐵路工程，當局自1905年開始於紅磡灣海灘填海，至本年此月完工。
- 南洋兄弟煙草復業。
- 3月1日——港府頒佈廢除鴉片出口，同日關閉26間煙館[1]。

### 4月
- 4月8日——教育司伊榮的英語職銜由「Inspector of Schools」（教育視學官）改為「Director of Education」（教育司），與中文名稱看齊。

### 7月
- 7月19日——中葡澳門勘界談判在香港舉行。

### 8月
- 8月4日——香港籌設大學校，以便內地學生入學，港督盧嘉函商設法籌助經費，清廷命袁樹勳妥籌接辦[2]:152。兩廣總督張人駿撥銀洋20萬圓助建香港大學[1]。

### 9月
- 9月17日——頒佈《徵收酒稅條例》，同時開徵煙草及香水稅。
- 9月20日——澳門總督馬葵士經香港往澳門履新。[3]
- 9月26日——大嶼山發生持槍入屋搶劫案。[4]

### 10月
- 中國同盟會南方支部在香港成立，以胡漢民為支部長[2]:161。
- 10月19日至10月20日——颱風正面襲港，香港天文台懸掛黑十字風球及嗚風炮三響示警[5]。

### 11月
- 11月12日——頒佈《建築避風塘條例》，計劃興建大角咀、旺角及油麻地避風塘[1]。